# Bisbat de Telšiai
El bisbat de Telšiai (lituà: Telšių vyskupija, llatí: Dioecesis Telsensis) és una seu de l'Església Catòlica a Lituània, sufragània de l'arquebisbat de Kaunas. Al 2017 tenia 555.000 batejats sobre una població de 693.000 habitants. Actualment està regida pel bisbe Kęstutis Kėvalas.

## Territori
La diòcesi comprèn els comtats de Telšiai i de Klaipėda, així com parts dels comtats de Šiauliai i de Tauragė.
La seu episcopal és la ciutat de Telšiai, on es troba la catedral de Sant Antoni de Pàdua.
El territori s'estén sobre 13.373 km², i està dividit en 158 parròquies, agrupades en 10 vicariats.

## Història

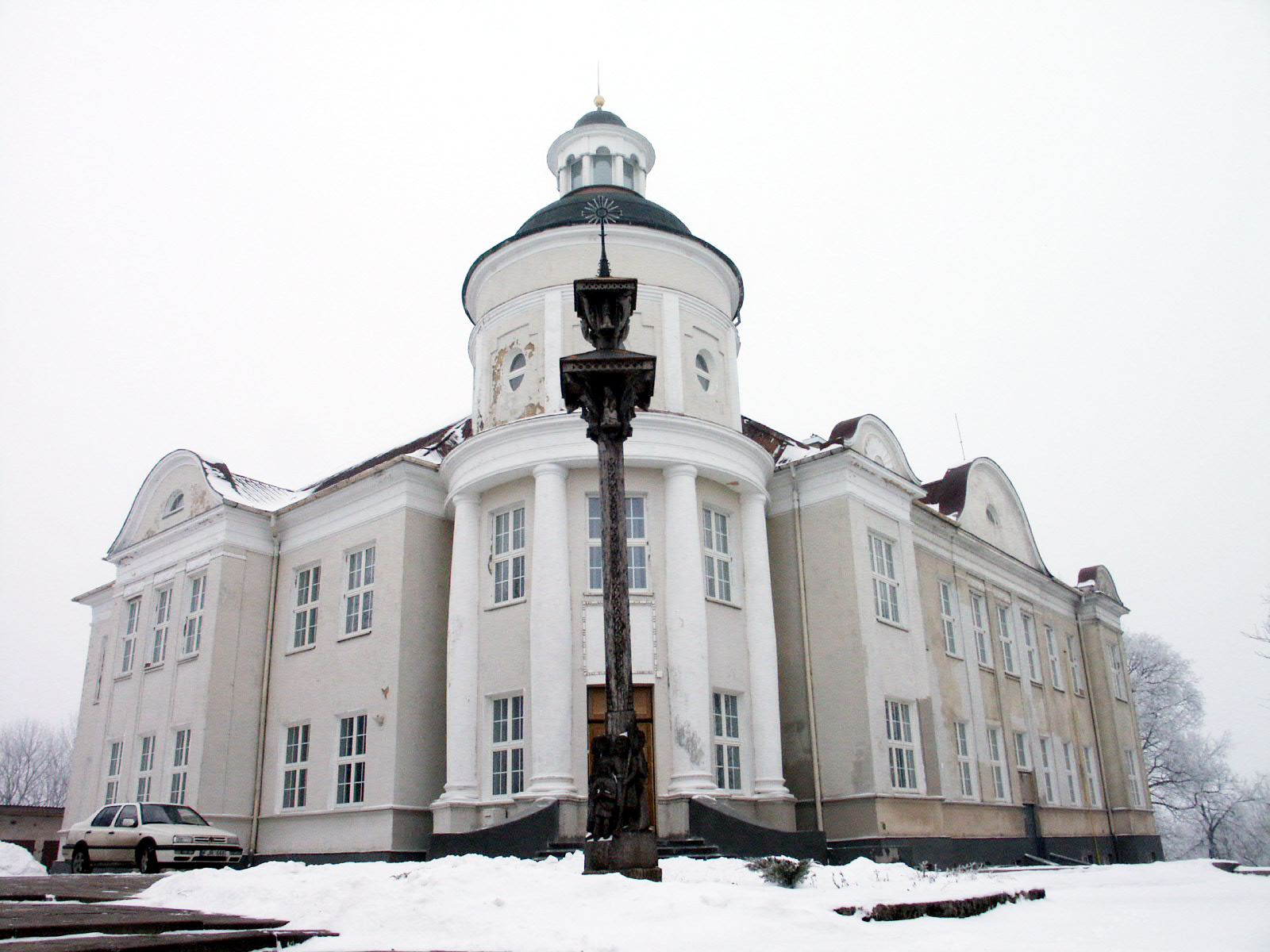
Cúria de Telšiai

La diòcesi va ser erigida el 4 d'abril de 1926, mitjançant la butlla Lituanorum gente del papa Pius XI, prenent el territori de la diòcesi de Samogizia, que contextualment va ser elevada a arxidiòcesi de Kaunas.
Després de l'ocupació soviètica, l'Església lituana va patir una gran devastació. Vincentas Borisevičius, bisbe de Telšiai, va ser afusellat el 3 de gener de 1947, després de passar un any a la presó. El seu auxiliar, monsenyor Pranciškus Ramanauskas, va ser detingut el desembre de 1946, passant 10 anys de treballs forçats a Sibèria, morint el 1959 després que se'l deixés tornar a Lituània.
El 24 de desembre de 1991, la prelatura territorial de Klaipèda, se sempre havia estat administrada pels bisbes de Telšiai, a excepció del període bèl·lic (1939-1947), va ser suprimida i el seu territori va ser agregat al de la diòcesi de Telšiai.
El 28 de maig de 1997 cedí una porció del seu territori a benefici de l'erecció de la diòcesi de Šiauliai.

## Cronologia episcopal
- Justinas Staugaitis † (5 d'abril de 1926 - 8 de juliol de 1943 mort)
- Vincentas Borisevičius † (21 de gener de 1944 - 18 de novembre de 1946 o 3 de gener de 1947[2] mort)
  - Sede vacante (1947-1964)
- Petras Maželis † (14 de febrer de 1964 - 21 de maig de 1966 mort)
  - Sede vacante (1966-1989)
- Antanas Vaičius † (10 de març de 1989 - 26 de maig de 2001 jubilat)
- Jonas Boruta, S.J. (5 de gener de 2002 - 18 de setembre de 2017 renuncià)
- Kęstutis Kėvalas, des del 18 de setembre de 2017

## Estadístiques
A finals del 2017, la diòcesi tenia 555.000 batejats sobre una població de 693.000 persones, equivalent al 80,1% del total.
| any  | població | població | població | sacerdots | sacerdots       | sacerdots       | sacerdots             | diaques | religiosos | religiosos | parròquies |
| ---- | -------- | -------- | -------- | --------- | --------------- | --------------- | --------------------- | ------- | ---------- | ---------- | ---------- |
| any  | batejats | total    | %        | total     | clergat secular | clergat regular | batejats por sacerdot | diaques | homes      | dones      |            |
| 1950 | 385.872  | 401.306  | 96,2     |           |                 |                 |                       |         |            |            | 135        |
| 1970 | ?        | ?        | ?        | 150       | 150             |                 | ?                     |         |            |            | 131        |
| 1980 | 400.000  | ?        | ?        | 130       | 130             |                 | 3.076                 |         |            |            | 131        |
| 1990 | 400.000  | ?        | ?        | 112       | 112             |                 | 3.571                 |         |            |            | 134        |
| 1999 | 600.000  | 731.044  | 82,1     | 144       | 127             | 17              | 4.166                 |         | 29         | 65         | 142        |
| 2000 | 600.000  | 730.000  | 82,2     | 142       | 125             | 17              | 4.225                 |         | 40         | 60         | 142        |
| 2001 | 600.000  | 730.000  | 82,2     | 135       | 124             | 11              | 4.444                 |         | 17         | 31         | 142        |
| 2002 | 600.000  | 730.000  | 82,2     | 139       | 126             | 13              | 4.316                 |         | 17         | 30         | 142        |
| 2003 | 533.689  | 684.466  | 78,0     | 137       | 128             | 9               | 3.895                 |         | 14         | 50         | 143        |
| 2004 | 541.765  | 696.806  | 77,7     | 134       | 128             | 6               | 4.043                 |         | 17         | 63         | 143        |
| 2010 | 581.000  | 725.900  | 80,0     | 157       | 144             | 13              | 3.700                 |         | 13         | 39         | 148        |
| 2014 | 564.000  | 705.000  | 80,0     | 164       | 148             | 16              | 3.439                 |         | 18         | 32         | 79         |
| 2017 | 555.000  | 693.000  | 80,1     | 155       | 140             | 15              | 3.580                 |         | 17         | 31         | 158        |